# Gerhard Lehmann
| Odkryte planetoidy: 23  | Odkryte planetoidy: 23 |
| ----------------------- | ---------------------- |
| (10932) Rebentrost      | 18 lutego 1998         |
| (19022) Penzel          | 26 września 2000       |
| (21678) Lindner         | 5 września 1999        |
| (22168) Weissflog       | 30 listopada 2000      |
| (31231) Uthmann         | 1 lutego 1998          |
| (31240) Katrianne       | 20 lutego 1998         |
| (38976) Taeve           | 21 października 2000   |
| (39930) Kalauch         | 24 marca 1998          |
| (59828) Ossikar         | 5 września 1999        |
| (69594) Ulferika        | 24 marca 1998          |
| (79647) Ballack         | 22 września 1998       |
| (103460) Dieterherrmann | 11 stycznia 2000       |
| (103770) Wilfriedlang   | 26 lutego 2000         |
| (132297) 2002 GD1       | 3 kwietnia 2002        |
| (147595) Gojkomitić     | 14 kwietnia 2004       |
| (157015) Walterstraube  | 25 sierpnia 2003       |
| (181824) Königsleiten   | 24 września 1998       |
| (193182) 2000 QR        | 22 sierpnia 2000       |
| (219913) 2002 GE1       | 3 kwietnia 2002        |
| (252805) 2002 GC1       | 3 kwietnia 2002        |
| (318363) 2004 UC1       | 19 października 2004   |
| (541551) 2011 SN70      | 24 września 2011       |
| (576345) 2012 PP19      | 11 sierpnia 2012       |
| 1. 2.                   |                        |

Gerhard Lehmann (ur. 1960) – niemiecki astronom amator. Jest nauczycielem fizyki i astronomii oraz popularyzatorem astronomii. Od 1997 roku jest przewodniczącym sekcji planetoid w amatorskim stowarzyszeniu Vereinigung der Sternfreunde. Prowadzi obserwacje w obserwatorium w Drebach.
Minor Planet Center przypisuje mu odkrycie 23 planetoid w latach 1998–2012, z czego 10 samodzielnie, a 13 wspólnie z innymi astronomami. Według strony odkrywców planetoid z obserwatorium w Drebach Lehmann odkrył lub współodkrył kilka planetoid więcej – np. (26757) Bastei, lecz Minor Planet Center jako ich odkrywcę podaje samo obserwatorium lub Jensa Kandlera.
W uznaniu jego pracy jedną z planetoid nazwano (8853) Gerdlehmann.